# Sulfur de tàntal(IV)
El sulfur de tàntal(IV) és un compost inorgànic amb la fórmula TaS2. És un compost en capes amb centres de sulfur de tres coordenades i centres metàl·lics prismàtics trigonals o octaèdrics.  És estructuralment similar al disulfur de molibdè MoS2 i a nombrosos altres dicalcogenurs de metalls de transició. El disulfur de tàntal té tres polimorfs 1T-TaS2, 2H-TaS2 i 3R-TaS2, que representen respectivament els trigonals, els hexagonals i els romboèdrics.
Les propietats del politipus 1T-TaS2 s'han descrit. De la mateixa manera que molts altres compostos de dicalcogenurs de metalls de transició (TMD), que són metàl·lics a altes temperatures, presenta una sèrie de transicions de fase d'ona de densitat de càrrega (CDW) de 550 K a 50 K. És inusual entre ells mostrar un estat aïllant a baixa temperatura per sota de 200 K, que es creu que sorgeix de correlacions electròniques, similar a molts òxids. L'estat aïllant s'atribueix comunament a un estat de Mott.  També és superconductor sota pressió o en dopar-se, amb un diagrama de fases en forma de cúpula familiar en funció del dopant, o de la concentració d'elements isovalents substituïts.
Metaestabilitat. 1T- TaS2 és únic, no només entre els TMD sinó també entre els "materials quàntics" en general, en mostrar un estat metàl·lic metaestable a baixes temperatures.  El canvi de l'estat aïllant a l'estat metàl·lic es pot aconseguir òpticament o mitjançant l'aplicació de polsos elèctrics. L'estat metàl·lic és persistent per sota de ~20K, però la seva vida útil es pot ajustar canviant la temperatura. La vida útil de l'estat metaestable també es pot ajustar mitjançant la deformació. La commutació entre estats induïda elèctricament és d'interès actual, perquè es pot utilitzar per a dispositius de memòria ultraràpids i eficients energèticament.
A causa de la disposició triangular frustrada dels electrons localitzats, se sospita que el material suporta alguna forma d'estat líquid d'espín quàntic. Ha estat objecte de nombrosos estudis com a amfitrió per a la intercalació de donants d'electrons.

## Preparació

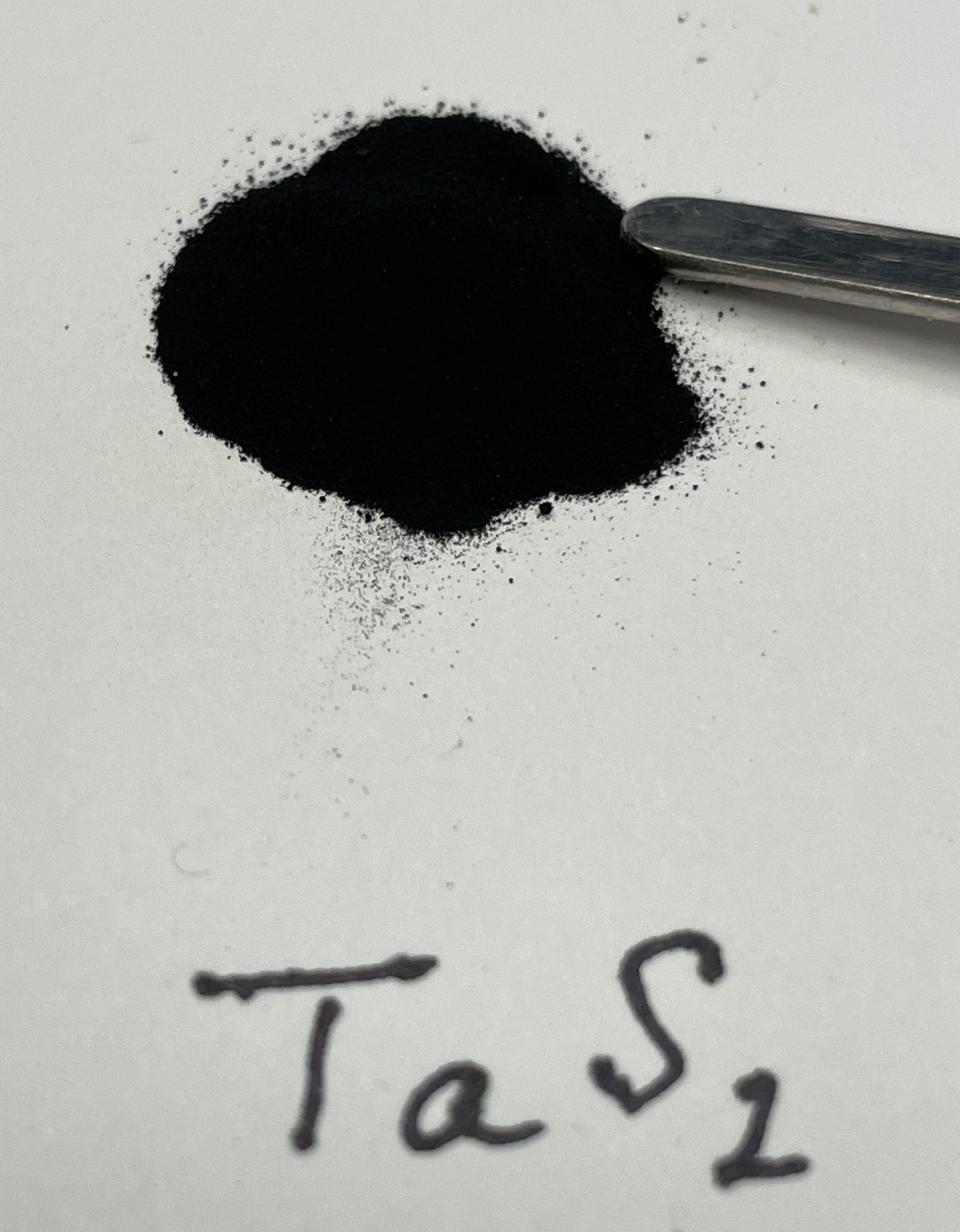
Mostra policristal·lina de TaS2
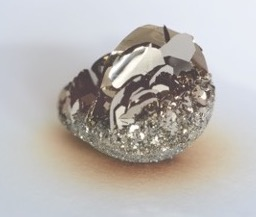
Cristalls d'1T- TaS2 cultivats per reacció de transport
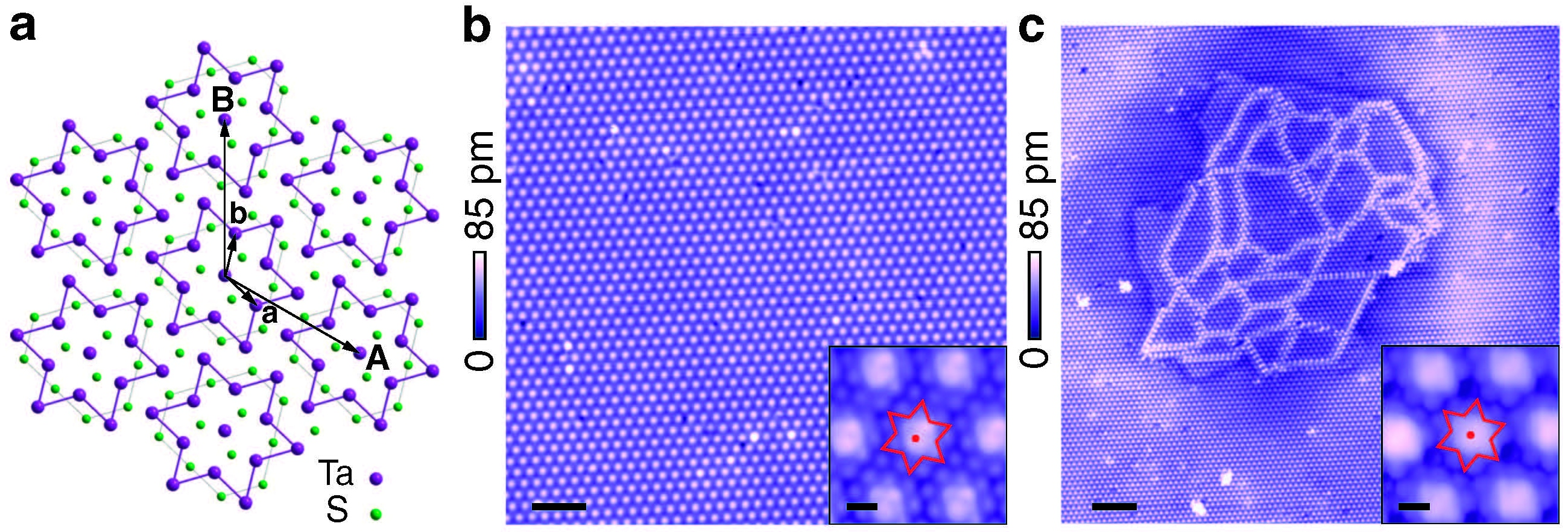
(a): Esquema del patró d'estrella de David en 1T- TaS2 on els àtoms verds són S i els morats són Ta. (b) i (c) són imatges STM (6,5 K) abans i després de l'aplicació de polsos de 2,8 V a través de la punta STM. Els requadres mostren imatges ampliades ~10 vegades.
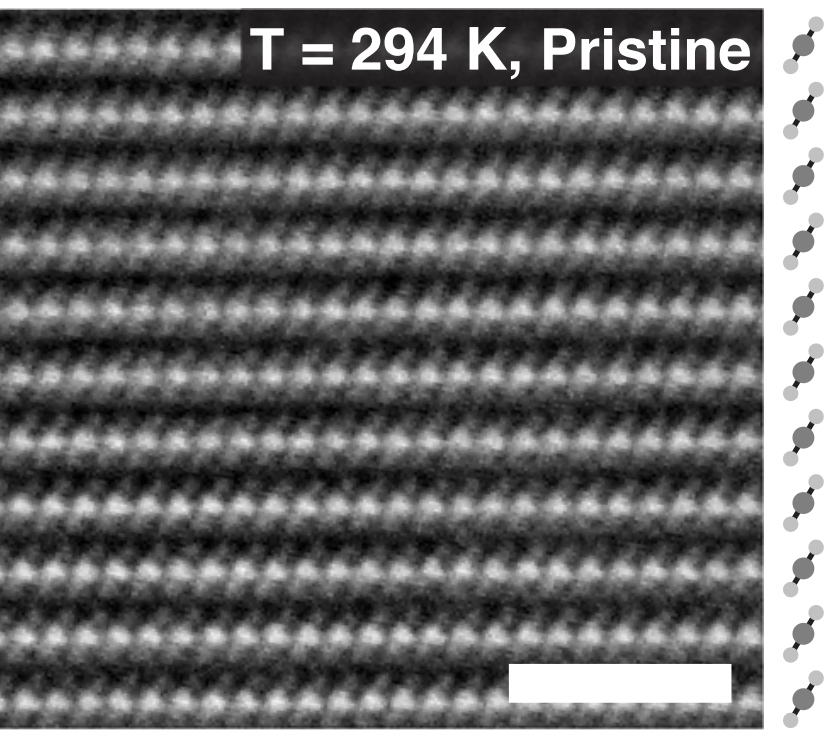
Imatge de resolució atòmica de 1T- TaS2 (298 K). Adquirida mitjançant HAADF STEM. Barra d'escala 2 nm.

El TaS2 es prepara mitjançant la reacció de tàntal en pols i sofre a ~900 °C.  Es purifica i cristal·litza mitjançant transport químic de vapor utilitzant iode com a agent transportador:
TaS2 + 2I2  TaI4 + 2S
Es pot escindir fàcilment i té una brillantor daurada característica. Després d'una exposició prolongada a l'aire, la formació d'una capa d'òxid provoca l'enfosquiment de la superfície. Es poden preparar pel·lícules primes mitjançant deposició química de vapor i epitaxia de feix molecular.

## Propietats
Es coneixen tres fases cristal·lines principals per al TaS₂: trigonal 1T amb una làmina S-Ta-S per cel·la unitària, hexagonal 2H amb dues làmines S-Ta-S i romboèdrica 3R amb tres làmines S-Ta-S per cel·la; també s'observen fases 4H i 6R, però amb menys freqüència. Aquests polimorfs difereixen principalment per la disposició relativa de la làmina S-Ta-S més que no pas per l'estructura de la làmina.
2H- TaS₂ és un superconductor amb una temperatura de transició global T₂C = 0,5 K, que augmenta fins a 2,2 K en flocs amb un gruix d'unes poques capes atòmiques.  El valor global de T₂C augmenta fins a ~8 K a 10 GPa i després se satura amb l'augment de la pressió.  En canvi, 1T- TaS₂ comença a ser superconductor només a ~2 GPa; en funció de la pressió, la seva T₂C augmenta ràpidament.
A pressió ambient i baixes temperatures, l'1T- TaS2 és un aïllant de Mott.  En escalfar-se, canvia a un estat d'ona de densitat de càrrega triclínica (TCDW) a TTCDW ~ 220 K,    a un estat d'ona de densitat de càrrega gairebé commensurable (NCCDW) a TNCCDW ~ 280 K,  a un estat CDW incommensurable (ICCDW) a TICCDW ~ 350 K,  i a un estat metàl·lic a TM ~ 600 K.
En l'estat CDW, la xarxa de TaS2 es deforma per crear un patró periòdic d'estrella de David. L'aplicació de polsos làser òptics (per exemple, 50 fs)  o polsos de voltatge (~2–3 V) a través d'elèctrodes  o en un microscopi d'efecte túnel (STM) a l'estat CDW fa que aquest disminueixi la resistència elèctrica i crea un estat "mosaic" o de domini que consisteix en dominis de mida nanomètrica, on tant els dominis com les seves parets presenten conductivitat metàl·lica. Aquesta estructura en mosaic és metaestable i desapareix gradualment en escalfar-se.

## Dispositius de memòria i altres aplicacions potencials
La commutació del material a i des de l'estat "mosaic", o de domini, mitjançant polsos òptics o elèctrics s'utilitza per a dispositius de "memòria de configuració de càrrega" (CCM). La característica distintiva d'aquests dispositius és que presenten una commutació de resistència no tèrmica molt eficient i ràpida a baixes temperatures.  S'ha demostrat el funcionament a temperatura ambient d'un oscil·lador d'ona de densitat de càrrega i la modulació de GHz de l'estat CDW impulsada tèrmicament.